# 老史丹利·隆堡
老史丹利·隆堡（Stanley Rumbough Sr，1886年8月10日—1961年12月16日），美國西點軍校畢業，與名將乔治·巴顿是同班同學，1919年上校退役後，出任專業製造牙膏金屬管White Metal Manufacturing高露潔牙膏公司、高露潔-棕欖董事長。他的儿子是小史丹利·隆堡。